# Винтовка Кропачека

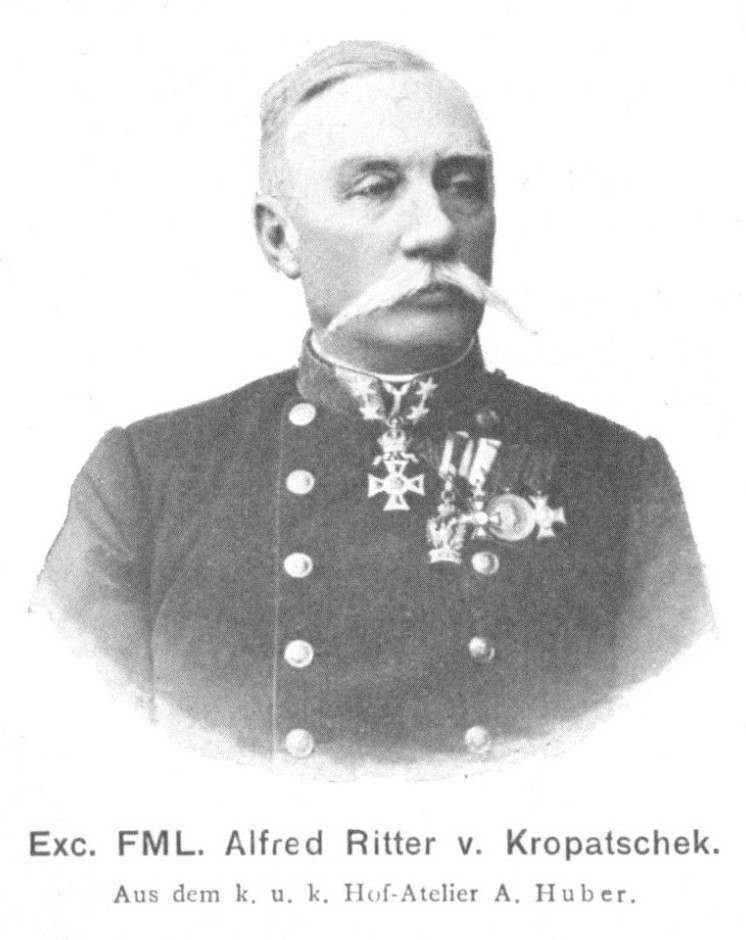
Альфред фон Кропачек

Винтовки Кропачека — австрийская винтовка и её варианты, разработанные Альфредом фон Кропачеком. В винтовках Кропачека используется трубчатый магазин (изготовленный из никелированной стали) того же типа, который использовался в японской винтовке Мурата тип 22 и немецком Маузер модель 1871/84. Несмотря на то, что система Кропачека была разработана для использования с черным порохом, она оказалась достаточно прочна для работы с бездымным порохом.
Винтовка Кропачека послужила основой для французской винтовки Lebel M1886.

## Варианты

### Австро-Венгрия
- Gendarmerie Repetier-Karabiner M1881 : 11-мм жандармский карабин (также известный как M1874/81);
- Kropatschek Torpedo Boats Gewehr M1893 : 8-мм винтовка морского образца для экипажей миноносцев.

### Франция
- Fusil de Marine Mle 1878 : 11-мм винтовка морского образца;
- Fusil d’Infanterie Mle 1884 : 11-мм пехотная винтовка;
- Fusil d’Infanterie Mle 1885 : 11-мм пехотная винтовка.

### Португалия
- Espingarda de Infantaria 8 mm m/1886: 8-мм пехотная винтовка;
- Carabina de Caçadores 8 mm m/1886 : 8-мм лёгкий пехотный карабин;
- Carabina de Cavalaria 8 mm m/1886 : 8-мм кавалерийский карабин;
- Carabina da Guarda Fiscal 8 mm m/1886/88 : 8-мм карабин «Казначейская гвардия»;
- Espingarda de Infantaria 8 mm m/1886/89 : 8-мм колониальная пехотная винтовка;
- Carabina de Artilharia 8 mm m/1886/91 : 8-мм артиллерийский карабин;